# Giuseppe De Santis
Giuseppe De Santis (Fondi, 11 febbraio 1917 – Roma, 16 maggio 1997) è stato un regista, sceneggiatore e critico cinematografico italiano, tra gli esponenti di spicco del neorealismo cinematografico.

## Biografia
De Santis nacque a Fondi, comune all'epoca in provincia di Terra di Lavoro (oggi provincia di Latina), l'11 febbraio 1917 da Oreste De Santis, geometra, e da Teresa Goduti. Già negli anni della formazione mostrò il vivo interesse per la letteratura, componendo e pubblicando racconti intessuti di vita paesana e familiare. Fratello di Pasqualino De Santis, uno dei più grandi direttori della fotografia italiani.
Tra il 1935 e il 1940 a Roma, studente universitario di Lettere e Filosofia (che presto abbandonerà per seguire la sua vocazione di cineasta), poté frequentare un gruppo di giovani intellettuali gravitanti intorno al Meridiano di Roma ma soprattutto alla galleria d'arte della Cometa diretta dal poeta Libero de Libero, suo conterraneo. Il gruppo elaborava allora una poetica e visione artistica globale versata all'interdisciplinarità e improntata a razionalità e concretezza: e proprio per questi principi il De Santis capì che l'illustrazione e la discussione più efficace poteva essere realizzata meglio con lo strumento della cinematografia. Frequenta l'Osteria Fratelli Menghi, noto punto di ritrovo per pittori, registi, sceneggiatori, scrittori e poeti tra gli anni '40 e '70.
Il quel periodo la situazione del cinema italiano era depressa, a causa del divieto autarchico decretato dal fascismo contro l'importazione di film stranieri: imperversava la moda dei "telefoni bianchi", ecc. A tale situazione reagì il gruppo di intellettuali raccolti intorno alla rivista quindicinale Cinema (diretta da Vittorio Mussolini, figlio di Benito Mussolini), su cui già dal 1940 De Santis curò una rubrica fissa: discutendo e collaborando con giovani di talento, quali Carlo Lizzani, Gianni Puccini e Antonio Pietrangeli, contribuì allora a fare di Cinema "la rivista che durante il fascismo riuscì a svolgere, tra le righe, un'opposizione sempre più chiara e significativa alla politica culturale del regime", e quel vivaio di forze culturali, ispirate dalla visione culturale di Giuseppe Bottai,  nel dopoguerra convertitesi all'antifascismo contribuiranno al rinnovamento della cinematografia italiana.
Peraltro negli anni 1940 e 1941 De Santis frequentò a Roma il Centro sperimentale di cinematografia, dove si diplomò brillantemente e poté realizzare le prime prove di regia. In quegli anni entrò anche in contatto con un importante gruppo di giovani romani antifascisti, segnatamente Mario Alicata, Giaime Pintor, Antonello Trombadori e il conterraneo Pietro Ingrao tutti fuoriusciti dal fascismo sociale e antisemita di Bottai, per approdare gradatamente al comunismo. La frequentazione di questo gruppo fu determinante per l'orientamento politico e culturale del giovane De Santis, che militando nel PCI incontrò spontaneamente la classe operaia e il mondo contadino, dai quali attingerà non solo temi e questioni che tratterà nelle sue opere mature, ma anche uno stile appropriato, realista e epico come lo erano le tradizioni narrative e cantate della cultura popolare.

### Vita privata
È il padre dell'attrice e cantante Luisa De Santis.
Aveva anche un fratello minore di nome Sandro.

## Attività professionale
Dopo alcune collaborazioni con registi come Luchino Visconti (in Ossessione, di cui firmò anche la sceneggiatura) e Roberto Rossellini (in Desiderio), nel 1948 realizza il suo primo lungometraggio, Caccia tragica, che per i temi trattati (la lotta tra i contadini di una cooperativa e un gruppo di agrari), e il ritmo da dramma popolare, non immune peraltro da contaminazioni narrative hollywoodiane (scene movimentate e drammatiche, erotismo, etc.) diventerà il prototipo del suo cinema. Nel dopoguerra l'Italia rinasce culturalmente grazie alla poetica neorealista, alla quale De Santis darà un contributo di sostanza,  andando oltre gli stilemi educativi ed edificanti della cinematografia sovietica, e utilizzando in modo originale caratteri propri del cinema americano di genere.   
Queste peculiarità saranno alla base del successo mondiale di Riso amaro (1949), una pellicola di genere drammatico, che racconta la dura vita delle "mondariso" (o, mondine), in una storia che intreccia  momenti 'politici', incentrati sul coraggioso tentativo da parte di donne sfruttate di creare una solidarietà di lotta di tipo proto-sindacalistico, con la sfera del privato dei protagonisti. Da questo film nascerà la stella Silvana Mangano, mentre De Santis e Carlo Lizzani otterranno la nomination al premio Oscar per il miglior soggetto originale. Da cineteca l'interpretazione di Vittorio Gassman, nel ruolo del 'vilain' di turno.
Le stesse tematiche, sullo sfondo di una società contadina ancora "primitiva" e conflittuale, quella della natìa Fondi, vengono trattate nel successivo Non c'è pace tra gli ulivi (1950). Con Roma ore 11, ispirato ad un fatto di cronaca di forte impatto sociale avvenuto a Roma (1952), e Un marito per Anna Zaccheo (1953), che analizza la vita e i tormenti di una ragazza napoletana afflitta dalla sua procace bellezza, De Santis lascia momentaneamente la campagna per trattare temi cittadini e borghesi. La sua regia si caratterizza per l'uso accorto della gru, del dolly e della tecnica del "pan focus", con cui domina il movimento ampio ma controllato in particolare delle folle.
Con Giorni d'amore (1954) e Uomini e lupi (1957) torna ai temi consueti. In particolare Giorni d'amore è il suo primo film a colori, e viene premiato in diversi festival.
Con La strada lunga un anno, girato nel 1958 in Istria, nonostante la candidatura agli Oscar come miglior film in lingua straniera, inizia per De Santis un periodo di crisi di ispirazione, stanchezza, incapacità di rinnovarsi, in un periodo storico molto critico per la sinistra. Ma è tutto il filone del neorealismo ad entrare in crisi, in un'Italia che in pieno boom economico è stanca di rivedere il suo 'povero' passato.  
La nuova stagione della produzione del regista inizia con La garçonnière (1960) che narra l'avventura extraconiugale di un uomo che infine, deluso, ritorna in famiglia; prosegue con Italiani brava gente (1964), tentativo solo parzialmente riuscito di tornare al cinema d'impegno, riprendendo 'fuori tempo' il filone del film antifascista; una coproduzione italo-sovietica sulla ritirata di Russia delle truppe italiane. Il termine di questa seconda fase è Un apprezzato professionista di sicuro avvenire (1972), pellicola purtroppo di nessun rilievo.
Negli anni '80 e '90 svolgerà l'attività di docente presso il Centro Sperimentale di Cinematografia, continuando parallelamente a progettare film che non vedranno mai la luce. Nel 1995 riceve il Leone d'oro alla carriera al Festival di Venezia, e insieme a Bruno Bigon cura la regia di Oggi è un altro giorno - Milano 1945-1995, documentario dedicato alla Resistenza a Milano, rivista attraverso gli occhi di un gruppo di studenti liceali.
Scompare a Roma il 16 maggio 1997; riposa nel cimitero comunale di Fondi, dove, nel 2017, in occasione del centenario della nascita è stato ricordato con una cerimonia davanti alla sua tomba.

## Filmografia

Doris Dowling e Vittorio Gassman in Riso amaro (1949)

### Regista
- La gatta – cortometraggio (1942)
- Giorni di gloria, co-regia con Luchino Visconti e Marcello Pagliero – documentario (1945)
- Caccia tragica (1947)
- Riso amaro (1949)
- Non c'è pace tra gli ulivi (1950)
- Roma ore 11 (1952)
- Un marito per Anna Zaccheo (1953)
- Giorni d'amore (1954)
- Uomini e lupi, co-regia con Leopoldo Savona (1957)
- La strada lunga un anno (1958)
- La garçonnière (1960)
- Italiani brava gente (1965)
- Un apprezzato professionista di sicuro avvenire (1972)

### Sceneggiatore
- Don Pasquale, regia di Camillo Mastrocinque (1940)
- Ossessione, regia di Luchino Visconti (1943)
- Il sole sorge ancora, regia di Aldo Vergano (1946)
- Desiderio, regia di Roberto Rossellini e Marcello Pagliero (1946)
- Ultimo amore, regia di Luigi Chiarini (1947)
- Donne proibite, regia di Giuseppe Amato (1953)
- Riscatto, regia di Marino Girolami (1953)

## Riconoscimenti
Nel 1947 ha ricevuto il Nastro d'argento per la regia per il film Caccia tragica.
Nel 1950 è stato candidato, con il coautore Carlo Lizzani, al premio Oscar nella categoria di miglior soggetto originale per il film Riso amaro
Nel 1959 il film La strada lunga un anno di produzione jugoslava è stato candidato al premio Oscar nella categoria di miglior film straniero. Nella stessa categoria ha vinto un Golden Globe.
Nel 1995 ha ricevuto il Leone d'oro alla carriera alla Mostra del cinema di Venezia.
Alla memoria di De Santis viene attribuito ogni anno, dal 1999, il premio "Dolly d'oro Giuseppe De Santis", istituito dall'Associazione a lui intitolata. Il premio è assegnato a giovani registi emergenti. Tra i vincitori figurano Marco Bechis, Paolo Sorrentino, Vincenzo Marra, Kim Rossi Stuart, Alessandro Angelini, Andrea Molaioli e i fratelli Damiano e Fabio D’Innocenzo.